# Feuertaufe Invasion
Feuertaufe Invasion ist ein US-amerikanischer Kriegsfilm aus dem Jahr 1952 von John H. Auer mit John Derek, John Drew Barrymore und Mona Freeman in den Hauptrollen. Der Film wurde von Republic Pictures produziert und basiert auf einer Originalstory von Kenneth Gamet.

## Handlung
Im Sommer 1940 erfreuen sich Mitglieder einer Einheit der Nationalgarde aus Green Hill in Oklahoma der Kameradschaft während der jährlichen zweiwöchigen Übung. Am Ende des Sommers wird die Nationalgarde vom US-Kongress einberufen, die Einheit aus Green Hill nach Camp Berkeley befohlen. Private McCreery und Lieutenant Hackett sind befreundet und müssen Mary Caldwell, in die beide verliebt sind, verlassen. Im Camp konfrontiert sie der Army-Sergeant Durkee mit ihrer Unerfahrenheit und macht sich über deren Vorgesetzten Sergeant Braggart lustig. Als Durkee zudem ihre Abzeichen, indianische Donnervögel (engl.: Thunderbirds), beleidigt, platzt McCreery der Kragen und beginnt eine Schlägerei. Der Army-Sergeant Logan beendet den Kampf und erteilt Durkee einen Tadel. Während des Trainings erzählt McCreery dem überraschend abweisenden Logan von seinem Vater, ein Lieutenant, der im Ersten Weltkrieg den Heldentod gestorben ist.
Nach dem japanischen Angriff auf Pearl Harbor werden die Soldaten aus Green Hill nach Übersee verschifft. Auf dem Schiff provoziert Private Watson McCreery mit Gerüchten, dass sein Vater unehrenhaft aus der Armee entlassen wurde. Der Streit wird von Logan unterbrochen. Nach den ersten Gefechten schreibt McCreery einen Brief an Mary, in dem er beschreibt, wie Watson als Erster ihrer Einheit Gefangene gemacht hat. Als Antwort schickt Mary eine Tonbandaufnahme, auf der sie mitteilt, sich für McCreery entschieden zu haben. Hackett will seinen Schmerz nicht zeigen, was ihm durch die Bekanntschaft mit der Krankenschwester Lieutenant Ellen Henderson erleichtert wird. Die Einheit kämpft in Sizilien und Italien und erleidet viele Verluste, unter ihnen der frisch gebackene Vater Corporal Hanford. Watson lehnt eine Versetzung zur Etappe ab, um bei seinen Kameraden zu bleiben. Er entschuldigt sich bei McCreery, der mittlerweile die Wahrheit über seinen Vater erfahren hat und tief beschämt ist. Als er bei einem Gefecht von der Truppe getrennt wird, untersagt Logan eine Suche nach ihm.
Nach weiteren Gefechten führt Logan einen Spähtrupp bei Anzio. Er erklimmt alleine einen Hügel und sieht deutsche Panzer. Unter Beschuss kann er seine Sichtung melden, amerikanische Bomber stoppen die Panzer. Nach Logans Tod erhält Hackett einen Brief, in dem Logan anführt, wie er im Ersten Weltkrieg vor ein Kriegsgericht gebracht wurde, weil er einen Befehl missachtete, um einen toten Kameraden zu suchen. Seine Suche verriet den Deutschen die Position seiner Einheit, was zu zehn weiteren Toten führte. Als West-Point-Absolvent fühlte er sich ohne Militärdienst wertlos und schrieb sich unter einem neuen Namen, Logan, ein. Er hatte gehofft, seinem Sohn eines Tages seine Streifen übergeben zu können.
Hackett wird in die Normandie abkommandiert, dort erhält er Nachricht von McCreedy, der verwundet wurde und nun in einer neuen Einheit kämpft. Hacketts Einheit überquert den Rhein. In einem verlassenen Dorf rettet Braggart selbstlos seine Leute vor Handgranaten. Durkee ist vom Tod Braggarts schwer getroffen. Hacketts und McCreedys Einheiten werden vereinigt, um deutsche Truppen einzukesseln. Als Funker dienen Indianer vom Stamm der Osagen, deren Sprache die Deutschen nicht entschlüsseln können. Als sie wieder zusammenkommen, erzählt Hackett McCreedy von seinem Vater, der als Sergeant Logan den Heldentod gestorben ist, den man ihm als Kind erzählt hat. Als der Krieg endlich endet, kehrt die Donnervogel-Einheit nach Hause zurück. Hackett und McCreedy sind mit ihren Freundinnen Ellen und Mary vereint.

## Produktion

### Hintergrund
Gedreht wurde der Film von Ende April bis Ende Mai 1952 auf der Militärbasis Fort Sill in Oklahoma sowie in den Republic-Studios in North Hollywood.
Im Vorspann wird dem Verteidigungsministerium, dem Heeresamt, der Nationalgarde und einzelnen Einheiten für die Unterstützung gedankt.

### Stab
Frank Hotaling oblag die künstlerische Leitung. John McCarthy Jr. und Otto Siegel waren für das Szenenbild zuständig, Adele Palmer für die Kostüme. Die Brüder Theodore und Howard Lydecker schufen die Spezialeffekte. R. Dale Butts, Leo Shuken und Sidney Cutter leiteten das Orchester.

### Besetzung
In kleinen nicht im Abspann erwähnten Nebenrollen traten Rayford Barnes, Else Bäck und Carleton Young auf.

## Veröffentlichung
Die Premiere des Films fand am 20. November 1952 in Washington, D.C. statt. In der Bundesrepublik Deutschland kam er am 16. Dezember 1960 in die Kinos.

## Kritiken
Das Lexikon des internationalen Films schrieb: „Einmontierte Wochenschauaufnahmen sollen der einfältig-kitschigen Story [...] den Anstrich eines realistischen Kriegsfilms geben. Am Ende freudestrahlende Gesichter bei der Siegesparade.“